# Psilopa angola
Psilopa angola är en tvåvingeart som beskrevs av Cresson 1949. Psilopa angola ingår i släktet Psilopa och familjen vattenflugor.
Artens utbredningsområde är Angola. Inga underarter finns listade i Catalogue of Life.